# Allianz Field
Allianz Field és un estadi de futbol situat a la ciutat de Saint Paul, estat de Minnesota, Estats Units. Va ser inaugurat el 13 d'abril de 2019 i posseeix una capacitat per a 19.400 espectadors. És l'estadi del Minnesota United, equip de la Major League Soccer dels Estats Units.

## Història
El 25 de març de 2015, el Minnesota United va ser acceptat a l'MLS com a equip d'expansió. El 23 d'octubre, el propietari de l'equip William "Bill" McGuire i l'alcalde de Saint Paul, Chris Coleman, van anunciar plans per a construir un estadi en Saint Paul. El 25 de novembre de 2015, Minnesota United FC va contractar a Populous, amb seu a Kansas City, per al disseny de l'estadi. El 9 de desembre de 2015, l'equip va contractar a Mortensen Construction com a part de la construcció de l'estadi juntament amb Populous. Mortensen va construir el O.S. Bank Stadium per als Minnesota Vikings de la NFL entre 2014 i 2016, i va treballar amb Populous en altres tres instal·lacions esportives en el Àrea de Minneapolis-Saint Paul, el Target Field, TCF Bank Stadium i Xcel Energy Center. La cerimònia de primera pedra va ser el 12 de desembre de 2016 i va comptar amb la presència de Bill McGuire i el comissionat de la MLS Do Garber. La construcció es va completar al febrer de 2019, i l'estadi va obrir dos mesos després el 13 d'abril de 2019. L'estadi en forma d'anell, compta amb capacitat per a aproximadament 19,400 persones en la primera fase i 24,474 en una futura expansió que cobriria les quatre cantonades, l'estadi compta amb 25 suites i 38 llotges.
El 25 de juliol de 2017, la companyia d'assegurances Allianz Life Insurance Co. of North Amèrica una subsidiària de la companyia alemanya Allianz, es va adjudicar els drets de nom de l'estadi, l'acord amb Allianz s'estén per dotze anys, fins a finals de 2028.
El primer partit oficial en l'estadi es va celebrar el 13 d'abril de 2019 entre Minnesota United i New York City FC, al qual va assistir una multitud de 19,796 espectadors. El partit va acabar en un empat 3–3, el primer gol va ser marcat per Osvaldo Alonso del Minnesota United en el minut 13.
El primer partit del equip nacional de futbol dels Estats Units es va celebrar en el Allianz Field el 18 de juny de 2019 davant Guyana, vàlid per la Copa d'Or de la Concacaf 2019.